# Villa Fulcis Montalban
La villa Fulcis Montalban è un edificio storico situato nella frazione di Safforze del comune di Belluno progettato agli inizi del XVII secolo. La villa si trova in un mediocre stato di conservazione, dovuto sia alle vicende storiche che l'hanno afflitta nel XX secolo sia alla monumentalità del complesso che rende difficile individuarne una nuova destinazione d'uso.